# Nature Structural & Molecular Biology
Nature Structural & Molecular Biology — щомісячний рецензований науковий журнал, який публікує дослідницькі статті, огляди, новини та коментарі зі структурної та молекулярної біології, з акцентом на статтях, які сприяють «функціональному та механістичному розумінню того, як молекулярні компоненти в біологічних процесах працюють разом".
Публікується Nature Portfolio. Був створений у 1994 році під назвою Nature Structural Biology, отримавши свою поточну назву в січні 2004 року. Як і в інших журналах Nature, тут немає зовнішньої редакційної ради, а редакційні рішення приймає власна команда, хоча рецензування зовнішніми експертами є частиною процесу рецензування.
Відповідно до Journal Citation Reports, у 2020 році журнал мав імпакт-фактор 15,369, що поставило його на 13 місце серед 298 журналів у категорії «Біохімія та молекулярна біологія», 1 місце серед 72 журналів у категорії «Біофізика» та 16-те зі 195 журналів у категорії «Клітинна біологія».

## Цілі та сфера застосування
Nature Structural & Molecular Biology — це інтегрований форум для структурних і молекулярних досліджень. Журнал приділяє значну увагу функціональному та механістичному розумінню того, як молекулярні компоненти в біологічному процесі працюють разом. Структурні дані можуть надати таку інформацію, але вони не є передумовою для публікації в журналі.
Конкретні сфери інтересів включають, але не обмежуються:
- Будова і функції білків, нуклеїнових кислот та інших макромолекул
- Будова та функції багатокомпонентних комплексів
- Реплікація, репарація та рекомбінація ДНК
- Структура та ремоделювання хроматину
- Транскрипція
- Процесинг РНК
- Трансляція
- Регулювання транскрипції та трансляції (див. також Фактори транскрипції)
- Функції некодуючих РНК
- Згортання, процесинг і деградація білків
- Сортування та відстеження білків та РНК
- Передача сигналу та внутрішньоклітинна передача сигналів
- Мембранні процеси
- Білки клітинної поверхні та взаємодія між клітинами
- Молекулярні основи захворювань